# Pozba
Pozba (szlovákul Pozba) község Szlovákiában, a Nyitrai kerület Érsekújvári járásában.

## Fekvése
Érsekújvártól 26 km-re északkeletre, Lévától 26 km-re délnyugatra fekszik. A községhez tartoztak Újmajor, Nagyberek, Kispozba és Szentkút puszták is, utóbbi búcsújáróhely volt.

## Története
A régészeti leletek tanúsága szerint területén már a bronzkorban is megtelepedhettek. A feltárások során, a falu déli részén a Hévmagyarádi kultúrához köthető cserépmaradványokat találtak.
1339-ben Károly Róbert király adománylevelében említik először, ebben a király szolgálataiért a falut és környékét Baratskay Miklósnak adta. 1426-ban Pozba kapcsán egy Lythe vizet említenek. 1405-ben a Kálnai család, 1496-ban a Füssy család, majd 1522-ben vásárlással az Atczél család lett a birtokosa. A 16. századtól többször szenvedett a török támadásoktól, 1606-tól pedig a hódoltság része lett. 1664-ben a falunak 150 lakosa volt. A török kiűzése után 1700-ban a Balogh család szerezte meg a birtokot, majd 1750-ben egy részét a Hunyadi család vásárolta meg, majd tőlük 1847-ben Kelecsényi Rafael vette meg. 1773-ban 225 volt a lakosok száma. Református temploma 1775-ben épült. 1862-ben a község fele a Barlanghy család tulajdonába került. 1866-ban egy tűzvészben az egész falu leégett. A Kelecsényi család a 20. század elején a Balogh és a Barlanghy család birtokait is megvásárolta. Lakói földműveléssel, állattenyésztéssel és szőlőtermeléssel foglalkoztak.
A falu határában levő kegyhely onnan ered, hogy egykor a Máriacsaládi kegyhelyre menet erre jártak keresztül a búcsúsok és az erdőben egy forrásra akadtak. A víznek bebizonyosodott csodatevő ereje, mivel sokan nyerték vissza látásukat, s nemsokára ez lett a búcsúsok úticélja. 1841-ben kis kápolna épült a forrás közelében, amely 1885-ben összedőlt, de 1914-ben újjáépült. Másik kápolnája 1926-ban épült.
Vályi András szerint „POZBA. Elegyes magyar falu Bars Vármegyében, földes Urai Balog, és több Uraságok, lakosai katolikusok, és másfélék is, fekszik Besséhez nem meszsze, mellynek filiája, határja jól termő.”
Fényes Elek szerint „Pozba, magyar falu, Bars vmegyében, Baracska mellett: 82 kath., 340 ref. lak. Ref. anyaekklésia. Bővelkedik gabonával, borral, gyümölccsel. Erdeje is van. F. u. a Balogh nemzetség. Ut. p. Verebély.”
Fejlődésében sokat jelentett az 1913-ban megépített vasútvonal. A trianoni békeszerződésig Bars vármegye Verebélyi járásához, majd 1938 és 1945 között ismét Magyarországhoz tartozott.

## Népessége
| Év:            | 1994. | 2004.   | 2014.    | 2024.   |
| -------------- | ----- | ------- | -------- | ------- |
| Emberek száma: | 597   | 561     | 464      | 446     |
| Eltérés:       |       | -6,03 % | -17,29 % | -3,87 % |

| Év:            | 2023. | 2024. |
| -------------- | ----- | ----- |
| Emberek száma: | 446   | 446   |
| Eltérés:       |       | +0 %  |

1880-ban 449 lakosából 415 magyar és 31 szlovák anyanyelvű volt.
1890-ben 519 lakosából 488 magyar és 29 szlovák anyanyelvű volt.
1900-ban 489 lakosából 421 magyar és 65 szlovák anyanyelvű, ebből 382 református, 89 római katolikus, 17 izraelita és 1 evangélikus vallású volt.
1910-ben 502 lakosából 500 magyar és 1 szlovák anyanyelvű volt.
1921-ben 589 lakosa mind magyar volt.
1930-ban 641 lakosából 582 magyar és 29 csehszlovák volt.
1941-ben 710 lakosából 701 magyar és 8 szlovák volt.
1970-ben 776 lakosából 711 magyar és 65 szlovák volt.
1980-ban 760 lakosából 638 magyar és 119 szlovák volt.
1991-ben 620 lakosából 513 magyar és 101 szlovák volt.
2001-ben 575 lakosából 443 magyar és 123 szlovák volt.
2011-ben 509 lakosából 379 magyar és 112 szlovák, ebből 338 református és 85 római katolikus volt.
2021-ben 456 lakosából 313 (+13) magyar, 135 (+12) szlovák, 4 egyéb és 4 ismeretlen nemzetiségű volt.

## Neves személyek
- Itt született 1841-ben Sz. Kiss Károly református lelkész, író, egyháztörténész.
- Itt szolgált Bogyó Mihály (1806-1867) református lelkész.

## Nevezetességei

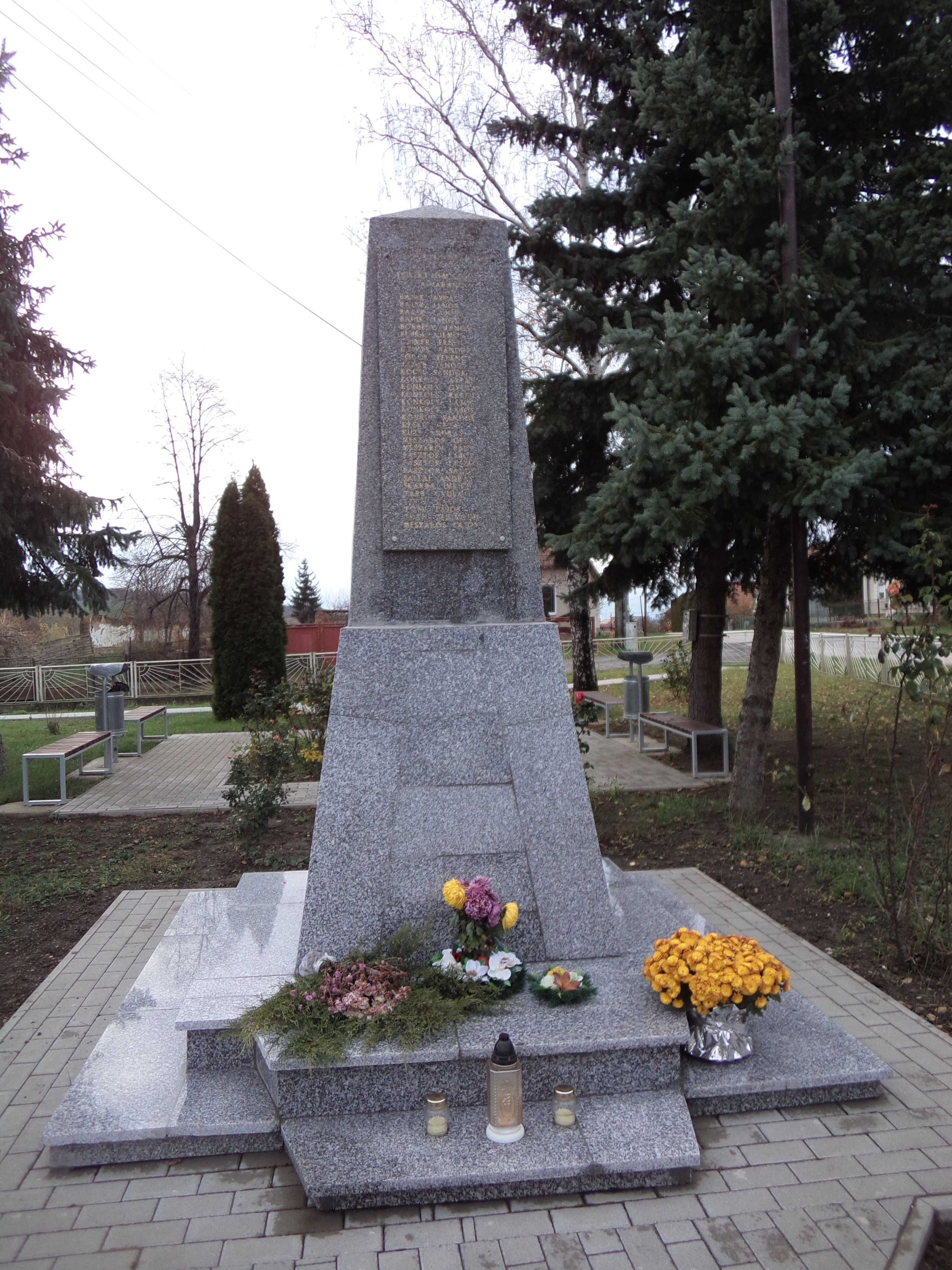
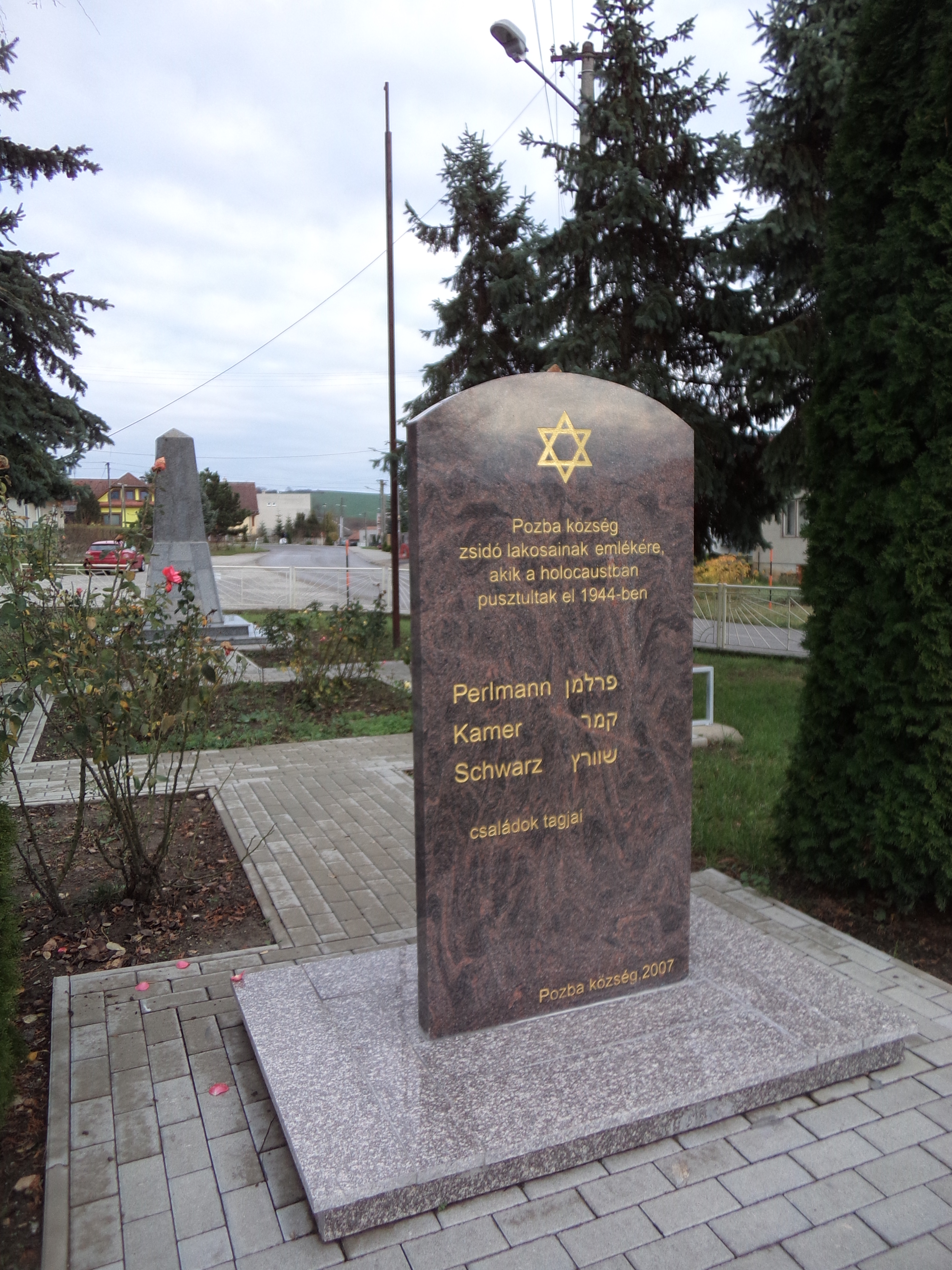

- Két búcsújáró kápolnája közül az egyik 1914-ben, a másik 1926-ban épült, neogótikus stílusban.
- Református temploma 1790-ben épült.

## Külső hivatkozások
- Hivatalos oldal
- Községinfó
- Pozba Szlovákia térképén
- E-obce.sk Archiválva 2008. február 19-i dátummal a Wayback Machine-ben